# Lipotriches victoriae
Lipotriches victoriae là một loài Hymenoptera trong họ Halictidae. Loài này được Cockerell mô tả khoa học năm 1910.